# Стефлон Дон
Стефани Алън (на английски: Stephanie Allen), по-известна като Стефлон Дон (Stefflon Don), е британска хип-хоп певица и рапърка от ямайски произход.

## Биография
Родена е на 14 декември 1991 г. в Бирмингам. Родителите ѝ са от ямайски произход. Когато е на 4 години, семейството ѝ се преселва в Ротердам, Нидерландия и научава нидерландски език.
На 14 години се връща в Англия и учи в гимназия в Лондон. След завършването на гимназията работи като декоратор на торти и фризьорка, за да финансира бъдеща музикална кариера.

## Дискография

### Сингли

#### Като солов изпълнител
| "Real Ting"                                                                    | 2016 | – | – | — |  |
| "16 Shots"                                                                     | 2017 | – | – | — |  |
| "Envy Us"                                                                      | 2017 | – | – | — |  |
| "Hurtin' Me"                                                                   | 2017 | – | 7 | 2 |  |
| "—" обозначава песен, която не е попаднала в класацията на съответната държава |      |   |   |   |  |

#### Като съвместни участия
| "London" (Джеремай със Стефлон Дон и Крепт енд Конан)                          | 2016 | – | –  | – | Late Nights: Europe |
| "Instruction" (Джакс Джоунс с Деми Ловато и Стефлон Дон)                       | 2017 | – | 13 | 3 |                     |
| "—" обозначава песен, която не е попаднала в класацията на съответната държава |      |   |    |   |                     |